# British Open Championship Golf
British Open Championship Golf est un jeu vidéo de sport développé et publié par Looking Glass Technologies en avril 1997. Incarnant un golfeur participant à l’Open britannique, le joueur peut y pratiquer plusieurs formules de golf, dont le stroke-play et le four ball, sur les parcours du Royal Troon Golf Club et du Old Course de St Andrews,. Les commentaires sportifs du jeu sont assurés par Michael Bradshaw et Jim McKay,.
British Open Championship Golf est le troisième jeu vidéo édité à compte d’auteur par Looking Glass Technologies. Le développement est dirigé par Rex Bradford, concepteur du jeu de golf Mean 18, avec l’objectif de créer une simulation réaliste d’un tournoi de golf. Pour atteindre ce but, l’équipe se focalise sur la retranscription de l’atmosphère d’un tournoi, incluant notamment un public réactif et des commentateurs sportifs,.
À sa sortie, il est plutôt bien accueilli par la presse spécialisée qui salue les commentaires de Jim McKay ainsi que les graphismes et l’atmosphère du jeu. Les critiques mettent cependant en avant un certain nombre de défauts dont l’absence d’un mode multijoueur et d’un éditeur de parcours. Étant en compétitions avec des licences de jeux de golfs déjà populaires, dont notamment 
Links et PGA Tour, le jeu se révèle un échec commercial majeur pour le studio qui décide alors de cesser ses activités de publications,.